# Abatocera
Abatocera is een kevergeslacht uit de familie van de boktorren (Cerambycidae). De wetenschappelijke naam van het geslacht werd voor het eerst geldig gepubliceerd in 1878 door Thomson.

## Soorten
Abatocera omvat de volgende soorten:
- Abatocera keyensis Breuning, 1943
- Abatocera subirregularis Breuning, 1954
- Abatocera arnaudi Rigout, 1982
- Abatocera irregularis (Vollenhoven, 1871)
- Abatocera leonina (Thomson, 1865)